# Bedřich Koula
Bedřich Koula (1. března 1913 Praha – 17. listopadu 1939 Praha) byl český student a studentský funkcionář popravený 17. listopadu 1939.

## Život
Bedřich Koula se narodil v Praze, kde i vystudoval gymnázium. V letech 1932-34 studoval v Paříži na École libre des sciences politiques, kde získal titul Dipl. soc. sol, který mu byl slavnostně odevzdán 4. července 1934. Od roku 1933 byl zapsán na Právnické fakultě Univerzity Karlovy, kde mu v době popravy zbývala již poslední zkouška. Krátkou dobu studoval práva i na Sorbonně.
V roce 1934 se jako mluvčí českých nacionalistických studentů aktivně účastnil insigniády. Před Mnichovským diktátem byl mluvčím studentského oboru Národního sjednocení. Působil též jako funkcionář Všehrdu. V roce 1939 byl zvolen jednatelem Svazu českého studentstva v Čechách. Ve večerních hodinách 16. listopadu 1939 byl zatčen gestapem během schůze v ústředí Národního studentského svazu v Hopenštokově ulici a následujícího dne bez soudu popraven v ruzyňských kasárnách. Popraven byl jako poslední z popravených toho dne. In memoriam mu byl udělen titul JUDr.

## Ocenění
- Československý válečný kříž 1939 »In memoriam« (1945)
- Medaile Za hrdinství »In memoriam« (2022)

## Fotogalerie

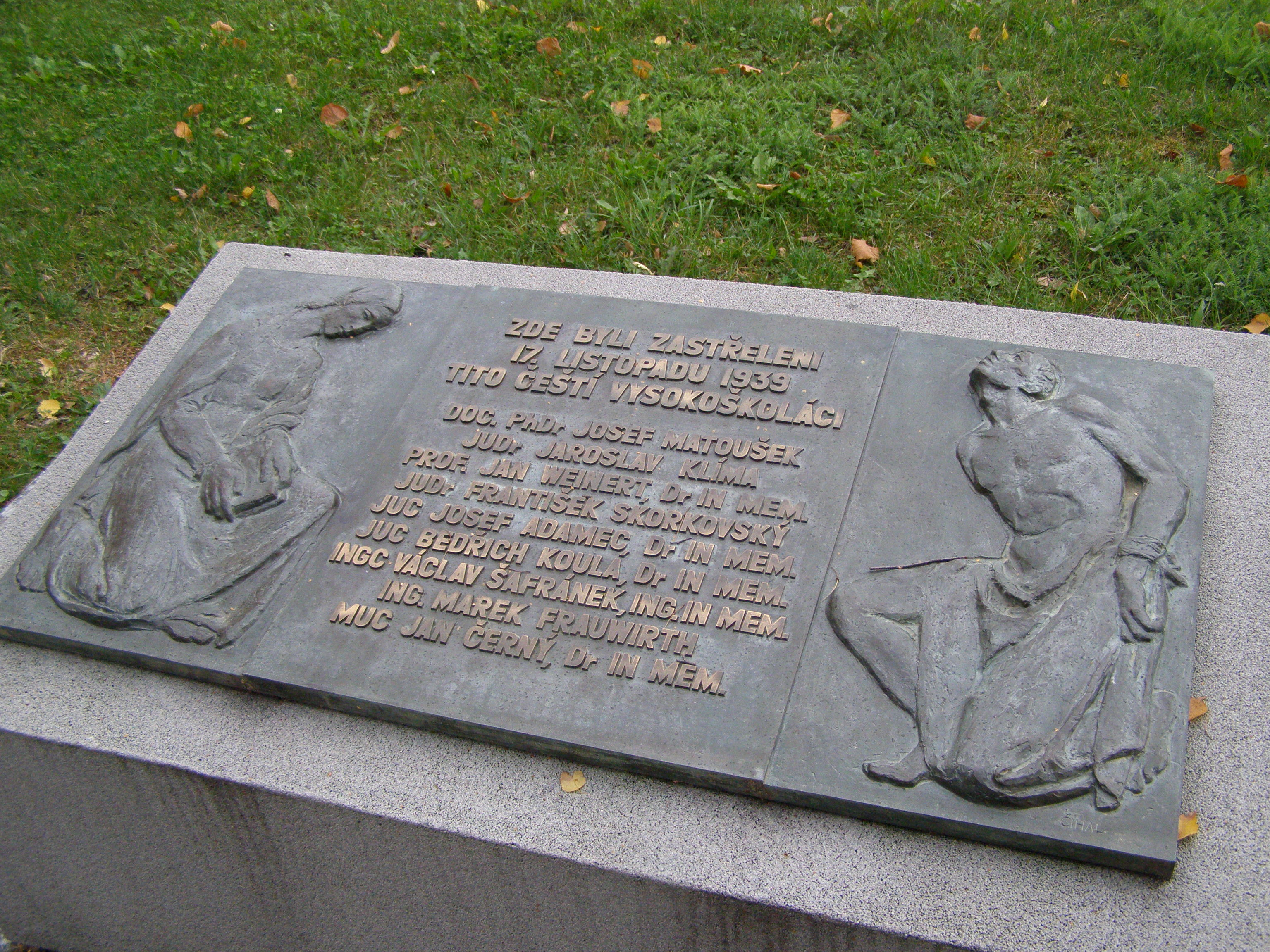
Připomínka popravy devíti hlavních představitelů studentského hnutí dne 17. listopadu 1939 na památníku v kasárnách 17. listopadu v Praze Ruzyni
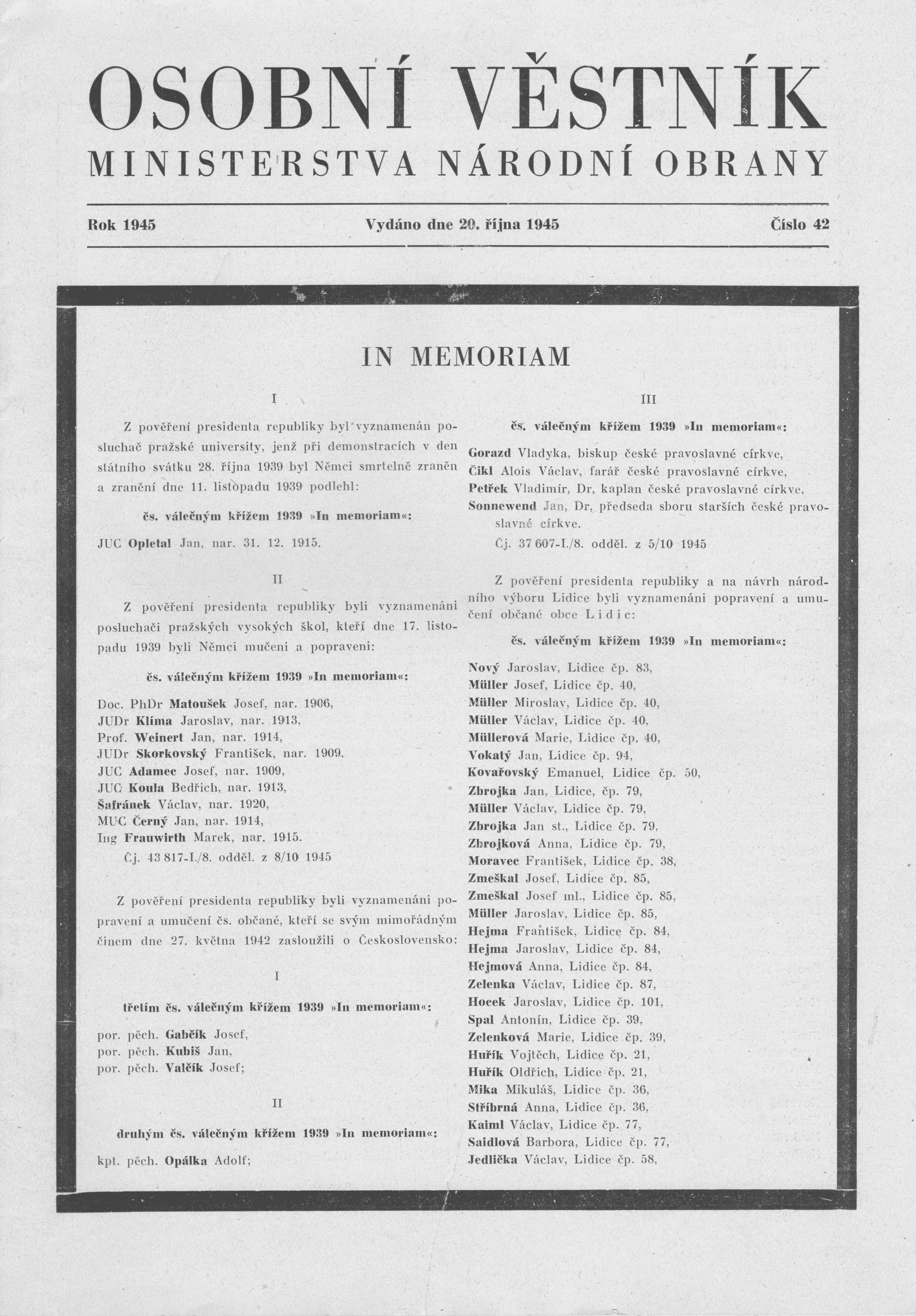
Osobní věstník MNO číslo 42 ze dne 20. října 1945 - titulní strana: udělení Československého válečného kříže 1939-1945